# Eugeniusz Rembieliński
Eugeniusz Rembieliński herbu Lubicz (ur. 21 stycznia 1824 w Warszawie, zm. 7 października 1874 tamże) – powstaniec styczniowy, właściciel ziemski Jedwabnego, Mężenina, Makowlan i Sieburczyna.
Najmłodszy syn Rajmunda Rembielińskiego i Antoniny Weltz, młodszy brat Aleksandra. W 1860 w Warszawie poślubił Zofię Łączyńską. Małżeństwo to pozostało bezdzietne i zostało unieważnione w 1866 roku. Organizator powstania styczniowego na ziemi łomżyńskiej.